# František Uher

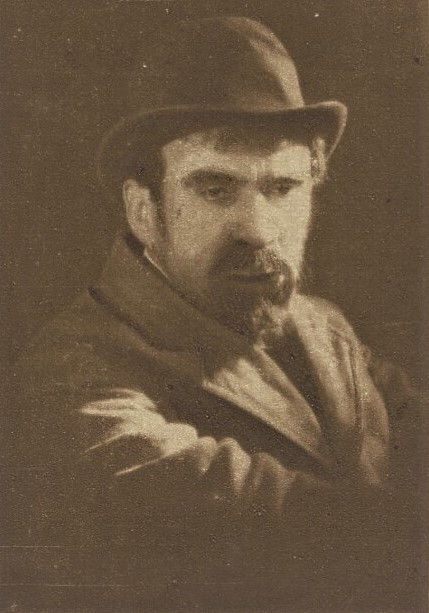
Karel Hašler ve filmu Batalion (1927)

František Uher (23. prosince 1825 Bystřec u Lanškrouna – 18. září 1870 Praha) byl český právník. Pracoval jako advokátní koncipient a počátkem 60. let 19. století zasedal jako poslanec českého zemského sněmu; postupně se však musel veškeré činnosti vzdát pro nezvladatelný alkoholismus. Žil potom v Praze jako žebrák a zemřel v nemocnici, kam ho přivezli z ulice v beznadějném stavu. Jeho životní příběh inspiroval tvůrce kabaretního představení (1893), dvou povídek (1893 a 1922), zpěvohry (1930) a dvou filmů (1927 a 1937), všechny s názvem Batalion; Uher je v nich líčen ve zromantizovaném pojetí jako advokát chudých, kterého svedla na scestí nevěra manželky a jenž složil píseň o vlastním smutném osudu.

## Život

### Mládí a studium

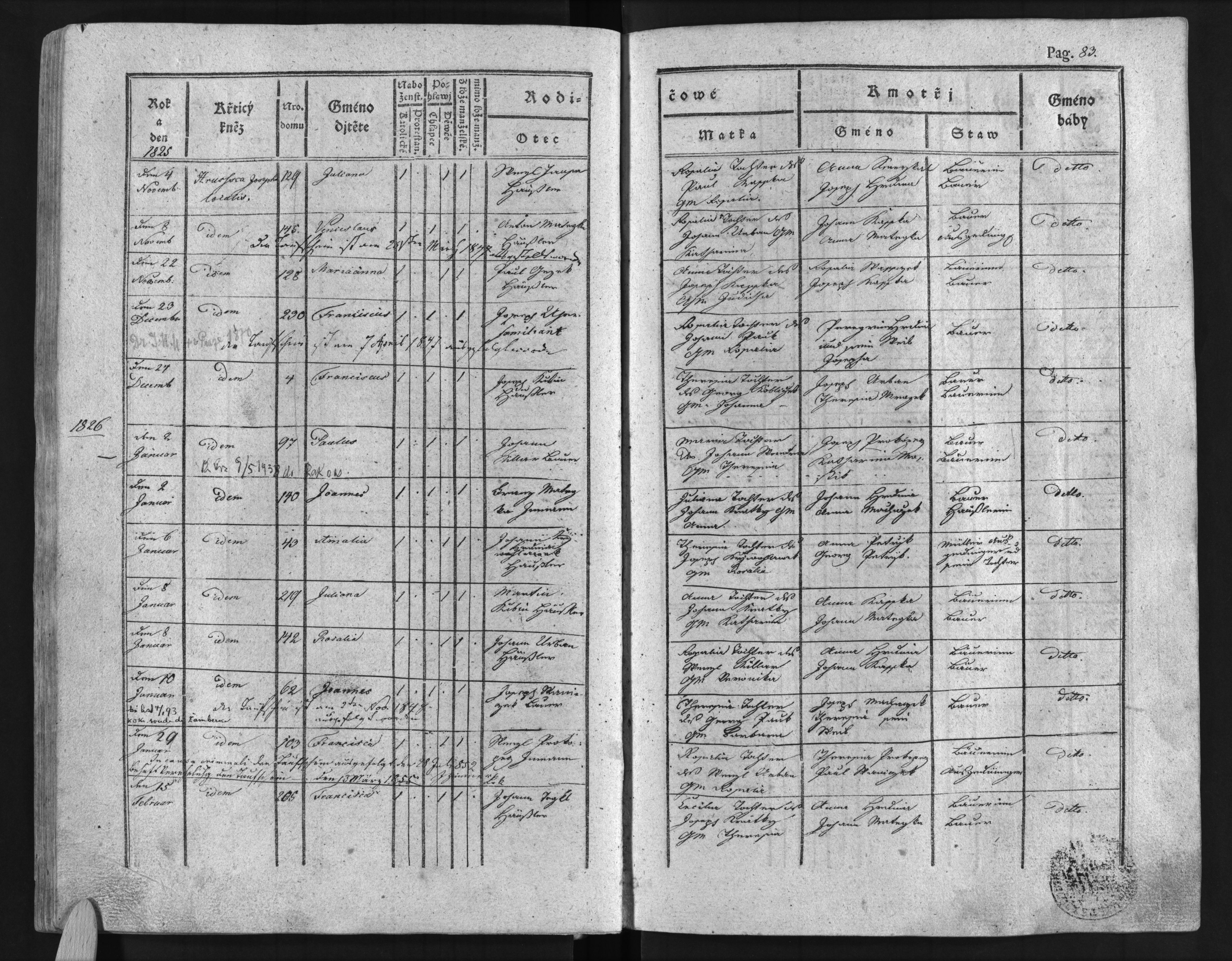
Stránka v matrice narozených fary Bystřec. František Uher je čtvrtý shora.

Základní životopisné údaje se v historických zdrojích různí. Například Ottův slovník naučný uvádí „* kolem 1830“. Podle Ignáta Herrmanna, který nahlédl do matriky doktorů na pražské právnické fakultě, se měl narodit roku 1828 ve Waltersdorfu v Čechách; zakrátko se mu ale podařilo získat křestní list s datem 23. prosince 1825 v obci Bystřec. Spisovatel Josef Hais Týnecký, který se Uhrově památce věnoval ve 20. a 30. letech 20. století, zjistil vcelku správný údaj – 23. prosince 1825 ve Valteřicích u Lanškrouna, ale zjevně ho zmýlilo, že obec Waltersdorf má český název Bystřec (nedaleké Valteřice se dříve jmenovaly Neudorf). Definitivně správný údaj, potvrzený i místní matrikou narozených, tedy je, že se František Uher narodil 23. prosince 1825 v obci Bystřec, čp. 230, jako syn sedláka – „familianta“.
Studoval na gymnáziích ve Svatém Jiří a v Bratislavě, pak filosofii v Litomyšli a práva nejprve v Olomouci, nakonec v Praze. Diplomovou práci obhájil 18. června 1856 a promován byl 21. června téhož roku.

### Právnická a politická činnost
Začátkem 60. let pracoval jako advokátní koncipient postupně v několika kancelářích a pravděpodobně si občas – nelegálně – přivydělával poskytováním právních služeb (podle tehdejšího slangu „vinklařil“). Samostatným advokátem se však nikdy nestal. Určitou dobu byl rovněž varhaníkem na Karlově
Několik let zasedal jako poslanec českého zemského sněmu. Byl navržen českým volebním sborem (pro první svobodné volby r. 1861) jako kandidát za venkovské obce v okresech Králíky a Žamberk, nebyl však úspěšný; místo toho byl ale zvolen za skupinu měst Lanškroun, Ústí nad Orlicí a Česká Třebová. (Jeden kandidát se tehdy mohl ucházet o poslanecký mandát v několika obvodech současně; například František Palacký kandidoval jak za venkovské obce okresů Brandýs nad Labem a Karlín, tak i za Nové Město pražské.) 26. dubna 1864 navrhl nejvyšší sněmovní maršálek, aby byl jeho mandát ukončen pro dlouhodobou neúčast na schůzích a tento návrh byl jednomyslně přijat. Ignát Herrmann v té souvislosti spekuloval, že možným skutečným důvodem byl Uhrův alkoholismus, o kterém už poslanci věděli, ale kvůli pověsti jak dr. Uhra, tak i samotné sněmovny, ho nechtěli zmiňovat v úředním dokumentu.

### Manželství a propad do alkoholismu
Roku 1861 se seznámil se svou budoucí manželkou Annou Smutnou z Chrasti u Chrudimi. Bylo jí pouhých šestnáct let (* 1845), byla hezká a veselá, ale také nestálá a lehkomyslná. Oběma stranám velmi záleželo na sňatku: Uher zřejmě již tehdy usiloval především o její bohaté věno, matka a bratr nevěsty byli zase nadšeni možností provdat ji za váženého doktora práv a poslance. Samotná Anna měla v té době známost a ke sňatku svolila téměř z donucení. Jednání o věnu, do kterého Uher zapojil i jejího bratra-gymnazistu, se protáhlo na několik měsíců. Určitou dobu také trvala administrativa, například úřední povolení sňatku s nezletilou. Že v celém vztahu jde víc o majetek než o vzájemnou lásku, dokazuje i Uhrův dopis Anně z července 1861, v němž nevyjadřuje žádné city, ale zato píše o nákupu nábytku a společnou budoucnost pojímá skoro jako obchodní transakci.
Nakonec se vzali 21. listopadu 1861 v pražském kostele sv. Štěpána (oddával je farář Ignác Řivnáč, za svědky jim byli právník J. Eminger a vydavatel Josef Richard Vilímek) a s věnem 6000 zlatých se odstěhovali do Prahy. Bydleli nejprve v ulici V jámě, později v domě U zlatého křížku na Maltézském náměstí.
V té době měl Uher zřejmě již problémy s alkoholem. Rodina Smutných dostala před svatbou anonymní dopis, který upozorňoval na Uhrův neuspořádaný život, dluhy a nadměrné pití, což ovšem také mohla být pomluva od závistivce (jiní totiž později vzpomínali, že ještě počátkem roku 1862 byl spořádaný, ochotný, přátelský a vůbec nepil). Z jeho působení v zemském sněmu se tradovala historka, že si od sluhy nechával často přinášet „vodu“; jednou se ale z jeho sklenice napil jiný poslanec a ihned zjistil, že průzračná tekutina je ve skutečnosti pálenka. Společný život s Annou trval krátce. Podle Ignáta Herrmanna během půl roku prohospodařil celé věno a začal rozprodávat nábytek, rovněž poskytnutý rodinou manželky. Ta si stěžovala rodičům, kteří ji i se zbylým vybavením bytu odvezli domů. Hais-Týnecký naopak zjistil jinou příčinu rozvratu – Anna se zamilovala do Uhrova bratrance Ludvíka Hojera, tajně se scházeli a Uher je počátkem roku 1862 přistihl. Ještě jedna, spíše nepravděpodobná verze byla, že Anna neuměla vést domácnost (což potvrzovali pamětníci) a Uher ji proto požádal, aby se to odjela domů naučit od maminky. V každém případě krátce po svatbě odjela a už se do Prahy nevrátila. (Její návrat do Chrasti byl v malém městě velkou událostí, umocněnou tím, že své nově nabyté svobody začala využívat k zábavě. Jako herečka místního ochotnického divadla se seznámila s mladým mlynářem, a protože se s ním nemohla vdát (s Uhrem se nikdy oficiálně nerozvedli), žili spolu bez oddavku ve společné domácnosti, k pohoršení konzervativního okolí. Mlynář na ni brzy začal žárlit a rovněž zemřel předčasně jako alkoholik. Nakonec se provdala za železničního zaměstnance, s nímž odjela do Vídně a žila tam v dobrých majetkových poměrech, zejména díky dědictví po rodičích a bratrovi. Zemřela roku 1897 a o manželství s Uhrem se s nikým nebavila.)
Opuštěný Uher našel útočiště v kořalně Batalion, umístěné v prostoru dnešní Nové radnice naproti domu U Zelené žáby. Scházeli se tu lidé propadlí na společenské dno – tuláci, žebráci, ale také např. básník Václav Šolc, národohospodář Švarc, herec Antonín Mušek a další. Uher se stal jejich vůdcem a mluvčím před úřady, zejména před policií.
Postupně se jeho alkoholismus stupňoval. Jeho přátelé, ve snaze mu pomoci, mu zajistili místo koncipienta u dr. Klímy v Domažlicích. Doufali, že příchodem do nového prostředí se mu podaří překonat návyk. Vášeň pro pití však byla silnější a jako zcela nespolehlivý musel být z práce propuštěn. Vrátil se do Prahy, kde žil v krátkodobých pronájmech. Časté stěhování pro něj byla nutnost – stíhali jej exekutoři, protože byl několikrát kvůli nemocem z nezdravého životního stylu hospitalizován, ale neplatil za poskytnutou péči. Chodil v otrhaném oblečení. Kolegové právníci se za něj styděli a občas mu dali šatstvo; Uher ale místo aby si ho vzal na sebe, raději jej levně prodal v zastavárně nebo hospodě. Ignát Herrmann, který ho někdy kolem roku 1869 potkal na ulici, ho ve vzpomínkách vylíčil takto:
| „                | Byl (...) zevnějšku velmi sešlého. Nohy vězely v rozchlípených perkách, které sotva že držely pohromadě, což jeho chvatné, drobné kroky činilo nějak šeplavými, šouravými. Ten dojem zesílen byl i koleny jako podlomenými. Jeho nohavice byly dole otřepeny a plny starého, zaschlého bláta. Tělo kryl dlouhý těsný svrchník barvy rezavé, silně vyrudlé, až ke bradě upjatý, a bylo zřejmo, že tento muž nemá žádné košile, snad ani podvlékaček. Ježto nohavice na něm plandaly jako ve větru. Odulý, jak opuchlý obličej byl pod bradou a přes uši ovázán špinavým strakatým šátkem, jehož uzel na temeně hlavy byl kryt zbědovaným tvrdým kloboukem. Tento muž sáhl opatrně po klobouku, jehož stříška byla do poloviny utržena, a pronesl několik pokorných slov. Jen ze slova „domine“, „tibi“ a „gratulor“ nebo tak nějak jsem uhodl, že mluví latinsky (...) | “ |
| — Ignát Herrmann | |   |

### Závěr života
V květnu 1869 byl přijat na vyšetření do nemocnice Milosrdných sester na Malé Straně. Lékař konstatoval onemocnění mozku následkem přílišného požívání lihovin, všeobecné ochřadnutí těla a pokročilou nezhojitelnou blbost. Do nemocnice ho ale nepřijali, protože měl domovské právo v Bystrci (Bystřeci), nikoliv v Praze. Pražská právnická obec v čele se starostou Klaudym pro něj uspořádala finanční sbírku, do níž přispěli např. František Ladislav Rieger a Karel Linha. Vybralo se celkem 300 zlatých, které umožnily, aby Uhra přijali do městského chorobince na Karlově. Pobýval tam od 16. května 1869 do 26. května 1870. Poté z ne zcela jasných důvodů odešel. Přespával pak na různých místech, například v kůlně Anežského kláštera nebo údajně i na hromadě smetí.
Zemřel 18. září 1870 v nemocnici Milosrdných bratří. Pohřben byl 21. září na Olšanech za účasti právníků (včetně dosluhujícího a nově zvoleného děkana právnické fakulty), lékařů, duchovních kláštera Milosrdných bratří v čele s převorem, spisovatele K. V. Hofa a mnoha nemajetných lidí, ale v nepřítomnosti manželky. (Některé zdroje, např. Riegrův a Ottův slovník naučný, uvádějí nesprávné datum úmrtí 11. září 1871.)

## Legenda a literární zpracování

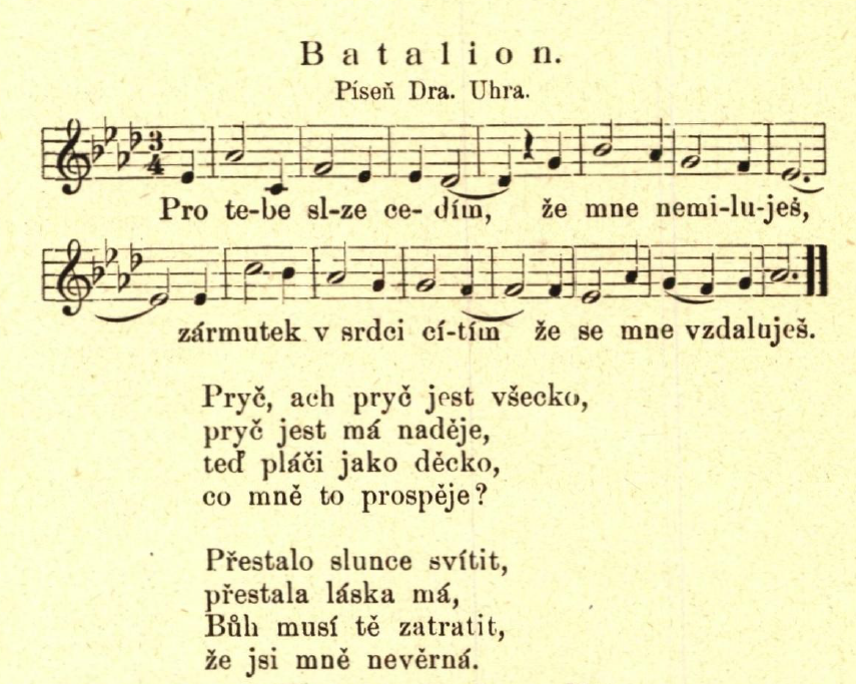
Notový zápis písně „Batalion“ ze souborného vydání děl L. F. Šmída (1904)

František Uher se posmrtně dočkal slávy. Jeho příběh zpracoval počátkem 90. let 19. století kabaretní herec a dramatik František Leopold Šmíd jako populární divadelního hru Batalion, „obrázek z ovzduší alkoholu“. V této hře rovněž zazněla slavná píseň „Ach pryč, ach pryč je všechno“ („Přestalo slunko svítit, pohasla láska má, Bůh musí tě zatratit, žes byla nevěrná“), připisovaná Uhrovi, ale složená nejspíš samotným Šmídem. Hlavní postavou je advokát Ungr (autor mu změnil jméno), obhájce chudých, svedený na scestí nevěrou manželky. Poprvé byla uváděna 9. září 1893. V téže době uveřejnil Karel Ladislav Kukla stejnojmennou povídku.
Šmídova hra povzbudila další autory. Ze známých uměleckých děl inspirovaných životem Františka Uhra můžeme jmenovat:
- povídku (1922)[21] a činohru Batalion Josefa Haise Týneckého,[22] založené na autorově rozsáhlém výzkumu historických dokumentů v policejním archivu, záznamech z nemocnice i jinde[9]
- zpěvohru Batalion, složenou na základě Haisovy činohry (skladatel: Rudolf Piskáček, další autoři: Václav Vrána a Emanuel Brožík, uváděna v Praze r. 1930). Kritika jí vyčítala přílišnou sentimentalitu.[22]
- film Batalion z r. 1927, podle Haise Týneckého, režie Přemysl Pražský,[9] v hlavní roli Karel Hašler[23]
- film Batalion z r. 1937, rovněž podle Haise Týneckého, režie Miroslav Cikán, v hlavní roli František Smolík[24]

Okrajově zaznívá ohlas Šmídem zpracované legendy též ve slavném románu Golem od Gustava Meyrinka (1915, poprvé časopisecky 1913/1914). Zde (v kapitole Noc) jedna z postav vypráví „o právníku dr. Hulbertovi a jeho batalionu“. Že je míněn někdejší dr. Uher (resp. Šmídovo přepracování jeho příběhu), upozorňuje čtenáře autor prvního českého překladu Golema Bořivoj Prusík (1916); věci znalý čtenář by to však poznal i bez toho. O uvědomělosti Meyrinkova použití této látky svědčí, že společnost žebráků také nazval „batalion“.
V žánru literatury faktu se životem Fr. Uhra zabývají např.:
- Ignát Herrmann: Před padesáti lety, díl druhý, kapitoly 39-41 (1925).[25] V předchozích letech tyto memoáry vycházely na pokračování v Národních listech.[4][5][14][8]
- Franta Blažek: Batalion (1930), stručná biografická brožurka sepsaná obyvatelem Chrasti u Chrudimi, kde se mimo jiné uvádí pozdější příjmení a životní data Uhrovy manželky.[26]
- Ludvík Souček: Obrazový opravník obecně oblíbených omylů (1981); je mu věnována jedna z kapitol knihy pro mládež

Ignát Herrmann ho považoval za oběť vlastní náruživosti a slabosti. Tragickou chybou všech zúčastněných bylo, že svolili ke sňatku bez lásky, jen kvůli vidině získání majetku. Šmídova postava „doktora Ungra“, na kterou pak navázali další autoři, je podle něj oproti skutečnosti silně zromantizovaná.
Podle Haise-Týneckého byl „slabý v lásce a slabý v odříkání“. Spolu s dalšími mařil v „Batalionu“ své nadání a schopnosti, které měl raději využít ve prospěch národa.

### Filmové zpracování
Ve filmu z roku 1927 představoval Františka Uhra Karel Hašler. Ve druhém zpracování z roku 1937 hrál hlavní roli František Smolík.

## Dílo
Byl autorem právního spisu Nový živnostenský řád a jak se mu má rozuměti (1860). Přispíval do Riegrova Slovníku naučného pod značkou „Ur“. Byla mu připisována píseň „Ach pryč ach pryč je všechno“, ta však pravděpodobně vznikla až po jeho smrti (viz výše).